# Gørding
Gørding es una localidad situada en el municipio de Esbjerg, en la región de Dinamarca Meridional (Dinamarca), con una población estimada, a principios de 2021, de 1720 habitantes.
Se encuentra ubicada al suroeste del país, cerca de la costa oeste de la península de Jutlandia con el mar del Norte.